# Кусюча черепаха новогвінейська
Кусюча черепаха новогвінейська (Elseya novaeguineae) — вид черепах з роду Австралійські кусючі черепахи родини Змієшиї черепахи.

## Опис
Загальна довжина карапаксу досягає 30 см. Голова середнього розміру. Шия помірної довжини. Панцир опуклий. Краї панцира — зубчаті. На підборідді присутні 2 шкірястих вирости. Кінцівки наділені плавальними перетинками.
Верхня частина голови коричнева з карими очима, нижня — жовтувата. Карапакс рівного коричневого кольору, пластрон жовтуватого забарвлення. Шкіра монотонна червонувато-коричневого кольору.

## Спосіб життя
Полюбляє ріки та болота на узбережжі. Харчується рибою, креветками, молюсками, безхребетними, мишами.
Самиця відкладає 14 великих яєць еліпсоїдної форми (55x33 мм). Розмір новонароджених черепашенят 35—48 мм. Вони мають карапакс коричневого кольору з маленькою чорною плямою на кожному щитку.

## Розповсюдження
Мешкає на о.Нова Гвінея.